# Ham’s Nutrient Mixtures
Ham’s Nutrient Mixtures bezeichnet in der Zellkultur ein flüssiges Zellkulturmedium, das zur Kultur von Säugetierzellen verwendet wird. Insbesondere werden Ham’s F-10 und Ham’s F-12 verwendet.

## Eigenschaften
Ursprünglich wurde Ham’s F-10 für die serumfreie Kultur von CHO-Zellen, HeLa-Zellen und Maus-L-Zellen entwickelt. Er ist teilweise Carbonat-gepuffert und für die Verwendung in einem CO2-Inkubator ausgelegt, weshalb sein pH-Wert außerhalb eines CO2-Inkubators langsam ansteigt. Oftmals wird Ham’s F-10 und F-12 mit FCS ergänzt (2 – 20 % Volumenanteil, meist 10 % Volumenanteil), um Wachstumsfaktoren und Proteine zu ergänzen und so ein schnelleres Wachstum zu erreichen. Ham’s F-12 ist eine Weiterentwicklung von F-10 und enthält eine höhere Konzentration an Aminosäuren und Zinksulfat, darüber hinaus wurden Putrescin und (teilweise) Linolsäure hinzugefügt. Zinksulfat ist nicht für Maus-L-Zellen geeignet. Dadurch eignet es sich besser für die serumfreie Kultur von CHO-Zellen. Weiterhin existieren noch zwei Modifikationen von Ham’s F-12: Coon’s Modifikation und Kaighn’s Modifikation.

## Ham’s F-12
Die Zusammensetzung von Ham’s F-12, in Milligramm, auf 1 Liter mit bidestilliertem Wasser aufzufüllen und dann sterilzufiltrieren:
L-Arginin  211 mg
Biotin  0,024 mg
L-Histidin  21 mg
Calciumpantothenat  0,7 mg
L-Lysin  29,3 mg
Cholinchlorid  0,69 mg
L-Methionin  4,48 mg
i-Inositol  0,54 mg
L-Phenylalanin  4,96 mg
Niacinamid  0,6 mg
L-Tryptophan  0,6 mg
Pyridoxinhydrochlorid  0,2 mg
L-Tyrosin  1,81 mg
Riboflavin  0,37 mg
L-Alanin  8,91 mg
Thymidin  0,7 mg
Glycin  7,51 mg
Cyanocobalamin  1,3 mg
L-Serin  10,5 mg
Natriumpyruvat  110 mg
L-Threonin  3,57 mg
Liponsäure  0,2 mg
L-Asparaginsäure  13,3 mg
CaCl2  44 mg
L-Glutaminsäure  14,7 mg
MgSO4·7H2O  153 mg
L-Asparagin  15 mg
Glucose  1,1 g
L-Glutamin  146,2 mg
NaCl  7,4 g
L-Isoleucin  2,6 mg
KCl  285 mg
L-Leucin  13,1 mg
Na2HPO4  290 mg
L-Prolin  11,5 mg
KH2PO4  83 mg
L-Valin  3,5 mg
Phenolrot  1,2 mg
L-Cystein  31,5 mg
FeSO4  0,83 mg
Thiaminhydrochlorid  1 mg
CuSO4·5H2O  0.0025 mg
Hypoxanthin  4 mg
ZnSO4·7H2O  0.028 mg
Folsäure  1,3 mg
NaHCO3  1,2 g